# Новая галерея (Нью-Йорк)
Новая галерея (нем. Die Neue Galerie) — музей немецкого и австрийского модернистского искусства начала XX столетия. Галерея находится на так называемой Музейной миле в Манхэттене, Нью-Йорк, расположенной между 82-й и 105-й улицами вдоль 5-й авеню.
Музей был основан торговцем живописью Сержем Сабарски и его близким другом предпринимателем и филантропом Рональдом Лаудером как «Галерея Сержа Сабарски» и располагался сначала на Мэдисон авеню, дом 987. В 1994 году они выкупили здание на углу 86-й стрит и 5-й авеню, где музей находится сегодня.
Собрание «Новой галереи» разделено на две части. Первый этаж посвящён австрийскому искусству начала XX века и включает работы Густава Климта, Эгона Шиле, Оскара Кокошки, на втором этаже находятся произведения немецкого экспрессионизма — работы Пауля Клее, Эрнста Людвига Кирхнера, Отто Дикса, Жоржа Гроса, Лионеля Фейнингера, Василия Кандинского.
В июне 2006 года Лаудер приобрёл для музея полотно Климта «Портрет Адели Блох Бауэр I» за 135 млн долларов США. В ноябре того же года он выкупил за 38,1 млн долларов полотно Эрнста Людвига Кирхнера «Уличная сцена в Берлине».